# Palásti Pál
Palásti Pál (Budapest, 1929. április 20. – Budapest, 2007. április 21.) a Magyar Rádió és a televízió zenei rendezője, szerkesztője, a Magyar Televízió örökös tagja.

## Életpályája
1948-ban 19 évesen „lemezforgatóként” kezdte rádiós pályáját, majd az aktuális osztályra és az irodalmi osztályra került. Autodidakta volt. A zene és az irodalom szeretetét még otthonról hozta, nagy szorgalommal tett szert széleskörű ismeretekre. Szinte minden zenei műfajban otthonosan mozgott, polihisztora volt szakmájának. A Magyar Rádió Kívánságműsorának 1500-szor volt zenei munkatársa. A Magyar Televízió indulásakor annak egyetlen zenei szerkesztője lett. Erről mesélte:

„…az ötvenes évek végén még úgy indult, hogy a televíziónak sem saját zenei anyaga, sem magnetofonja még nem volt. Zenei aláfestést pedig szinte minden műsorhoz igényeltek. Zenekísérettel indult az akkori televízió híradó, muzsika festette alá a tsz-riportot, zene kellett a televíziós játékokhoz, a dokumentumfilmekhez. Délben rendszerint megnéztem az esti tévéhíradó előzetes anyagát, elrohantam a rádió zenei osztályára, kiválasztottam a megfelelő hanglemezeket és ezeket forgattam le adás közben. Ugyanígy készült az akkoriban mindig élő adásban a képernyőn megjelenő televíziós játékok zenéje is.”

Később a televízió zajbrigádjának technikai rendező csoportvezetője, majd a zenei szerkesztők csoportjának vezetője lett.
A nemzetközi hírnevet Szabó István Oscar-díjas filmjében, a Mephistóban való közreműködése hozta meg számára.
Dénes Gábor filmrendező így emlékezett rá:

„Elképesztő memóriája volt, valóságos zenetárként tartották számon. Végső mentsvára rendezőknek, szerkesztőknek.… Beleérző készsége segítette a kívánt hangulatot legjobban megragadó zene kiválasztásában.”

Unokabátyja volt Tamássy Zdenko zeneszerző.

## Filmográfiája
- Esti mese (televiziós sorozat)
- Kékfény (televíziós sorozat)
- Zenélő órák (televíziós sorozat)
- Ördögszekér (1964)
- A százegyedik szenátor III (1967)
- Bözsi és a többiek (1968)
- Halálnak halála (1969)
- A 0416-os szökevény (1970)
- A danaida (1971)
- Szabad, mint a madár… (1971)
- Budai Nagy Antal (1971)
- Bors

– Az attasé című rész (1971)
– Ujjé a ligetben című rész (1972)
– A különleges osztag című rész (1972)
– A győztesek című rész (1972)
- Villa a Lidón (1972)
- Öt férfi komoly szándékkal (1972)
- Burok (1972)
- Szerelem jutányos áron (1973)
- Sötét kamra (1973)
- Valaki (1975)
- Csongor és Tünde (1976)
- Abigél (televíziós minisorozat) (1978)
- A bunker (1978)
- Mennyből egy angyal (1978)
- Kézről kézre (1978)
- Ítélet előtt (1978)
- Antipygmalion avagy a szobrász álma (1978)
- Amerikai komédia (1979)
- Októberi vasárnap (1979)
- Ítélet nélkül (1979)
- A nagy ékszerész (1980)
- Megtörtént bűnügyek (tévésorozat)

– A holtak nem beszélnek című rész (1980)
- Hogyan csináljunk karriert? (1981)
- A hiba nem az almában van (1981)
- A messziről jött ember (1981)
- Petőfi (sorozat) (1981)
- Optimisták (1981)
- A tenger (sorozat) (1982)
- Glória (1982)
- Nevezz csak Cucinak! (1982)
- A nyomozás (1983)
- Egymilliárd évvel a világvége előtt (1983)
- Fehér rozsda (1983)
- Ők tudják, mi a szerelem (1983)
- Egy lócsiszár virágvasárnapja (1984)
- Rómeó, Júlia és a sötétség (1986)
- Tizenötezer pengő jutalom (1986)
- A falu jegyzője (1986)
- Én is jártam Isonzónál (1987)
- Kreutzer szonáta (1987)
- Isten akaratából (1987)
- A trónörökös (1989)
- Szomszédok (televíziós sorozat) (1987–1991)
- Família Kft. (televíziós sorozat) (1991)
- Mécsek (1992)
- Leonida naccsás úr és a reakció (1994)
- A körtvélyesi csíny (1995)
- Pótvizsga (1996)